# Josephine Dillon
Josephine Dillon est une actrice américaine de cinéma et de théâtre et un professeur d'art dramatique, née le 26 janvier 1884 à Denver dans le Colorado et morte le 11 novembre 1971 à Glendale en Californie. Elle est surtout connue pour avoir été la mécène de Clark Gable, son professeur d'art dramatique et sa femme.

## Biographie

### Jeunesse et formation
Née à Denver (Colorado), Dillon était l’une des 6 enfants du juge Henry Clay Dillon. Elle est une jeune sœur de la chanteuse d’opéra Enrica Clay Dillon. Son père fut procureur de district à Los Angeles. Dillon suivit l’enseignement des écoles publiques de Californie et en Europe. Elle étudia l'art dramatique à l’université Stanford.

### Carrière
Après avoir obtenu son diplôme à Stanford en 1908, Dillon étudia le théâtre en Italie pendant un an avant de rejoindre la troupe de Edward Everett Horton à Broadway. Elle décida ensuite d’abandonner sa carrière pour enseigner le théâtre. Elle s’installa à Portland, Oregon où elle ouvrit une école d'art dramatique fréquentée par de riches étudiants de la région.
C’est là qu’elle fit la connaissance d’un jeune acteur en devenir de 17 ans plus jeune qu’elle, W.C. Gable. Au départ, elle était son professeur mais ils entamèrent bientôt une relation amoureuse. Dillon devint son mécène, payant pour lui faire soigner les dents et styler les cheveux. Elle l'aida à renforcer son corps souffrant de malnutrition chronique et lui enseigna une meilleure posture. Elle passa beaucoup de temps à lui apprendre à contrôler sa voix haut perchée que Gable réussit à baisser progressivement et à acquérir une résonance et un ton meilleurs. En parallèle de sa meilleure diction, l’expression faciale de Gable devint plus naturelle et convaincante. Après une longue période de formation rigoureuse, Dillon le considéra prêt pour tenter une carrière cinématographique à Los Angeles.
Dillon déménagea à Los Angeles durant l’été 1924 et ouvrit sur place The Dillon Stock Company. Quelques mois plus tard, Gable la rejoignit. Ils se marièrent le 18 décembre 1924. Sur leur licence de mariage, Gable indiqua avoir 24 ans alors que Dillon indiquait 34 ans. Dillon continua à travailler avec Gable pendant qu’il courrait les auditions. À cette époque, Gable suivit son conseil d’utiliser son deuxième prénom, Clark, comme nom de scène. La carrière de Gable prit son envol avec quelques rôles mineurs au théâtre et au cinéma. Après une apparition dans la pièce Machinal en 1929 et peu avant de signer un contrat avec MGM, Gable demanda le divorce. Dillon s’est rappelée par après qu’il a demandé le divorce plusieurs fois auparavant mais qu’elle avait refusé ne croyant pas qu’il était sérieux. Elle demanda la séparation légale le 28 mars 1929. Leur divorce devint final le 1er avril 1930. Deux jours plus tard, Gable épouse la riche mondaine Ria Langham.

### Fin de carrière
En 1940 Dillon commença à enseigner l'art dramatique au Christian College (maintenant connu sous le nom de Columbia College) à Columbia, Missouri. La même année, elle publia Modern Acting qui décrit en détail la formation donnée à Gable pendant 6 ans et demi. Elle retourna en Californie et continua son enseignement. Parmi ses élèves figurent Bruce Cabot, Gary Cooper, Donna Reed, Rita Hayworth et Linda Darnell. En 1944, elle fit deux apparitions dans des films : The Lady and the Monster et Men on Her Mind.
Après son divorce, Gable devint l’une des têtes d’affiche les plus populaires et gagna un Oscar en 1934. Il se maria quatre fois. Gable parla rarement en public de son mariage avec Dillon. Dans une déclaration de 1932, il nia n’avoir épousé Dillon que pour faire progresser sa carrière. Il proclama n’avoir été motivé que par l’amour et avoir une grande dette envers Dillon pour l’avoir guidé au début de sa carrière. Dillon qui ne s’est jamais remariée refusa toujours de dire du mal de son ex-mari. Elle dit seulement qu’ils n’avaient été mariés que de nom, insinuant ainsi que le mariage n’avait jamais été consommé.
Durant les années 50 et 60, Dillon continua d’enseigner et vécut dans une petite maison dans la vallée de San Fernando. En juillet 1956, un magazine publia le fait que Dillon était dans une mauvaise passe et que Gable refusait de l’aider. Dillon nia l’histoire et témoigna dans le procès contre les éditeurs du magazine en août 1957. Après le procès, Dillon perdit beaucoup d’étudiants en raison de la publicité. Elle perdit presque sa maison et révéla plus tard que Gable lui avait envoyé de l’argent pour éviter la saisie. Après la mort de Gable en novembre 1960, la presse relata que son testament prenait en charge le payement de l’emprunt hypothécaire de Dillon.

### Dernières années et décès
Dillon continua à enseigner jusqu’à ce que sa santé la force à se retirer au milieu des années 60. Dans les années suivant la mort de Gable, de nombreux biographes firent état de son mariage avec l’acteur. Elle déclara par après avoir reçu de nombreuses lettres d’insulte de la part de fans malgré le fait qu’elle n’avait jamais dit du mal de lui.
Le 11 novembre 1971 elle mourut après une longue maladie au sanatorium de Glendale en Californie. Elle est inhumée au cimetière du Calvaire à East Los Angeles.

## Filmographie

### Cinéma
- 1944 : Men on Her Mind
- 1944 : La Femme et le Monstre